# Eudulophasia moeschleri
Eudulophasia moeschleri är en fjärilsart som beskrevs av Kirby 1892. Eudulophasia moeschleri ingår i släktet Eudulophasia och familjen mätare. Inga underarter finns listade i Catalogue of Life.